# Who's That Girl? (Eve)
Who's That Girl? è un brano musicale della rapper statunitense Eve, pubblicato come primo singolo estratto dall'album Scorpion l'8 febbraio 2001. Il brano è arrivato alla sesta posizione della Official Singles Chart.

## Tracce
CD
1. Who's That Girl (main pass)
2. What Ya Want (featuring Nokio)
3. Who's That Girl (C.I.A.S. remix)
4. Who's That Girl (video)

## Classifiche
| Classifica (2001)                                                | Posizione più alta |
| ---------------------------------------------------------------- | ------------------ |
| Official Singles Chart                                           | 6                  |
| Stati Uniti d'America Billboard Hot 100                          | 47                 |
| Stati Uniti d'America Billboard Hot R&B/Hip-Hop Singles & Tracks | 16                 |
| Paesi Bassi Mega Single Top 100                                  | 17                 |